# Petinha-de-richard

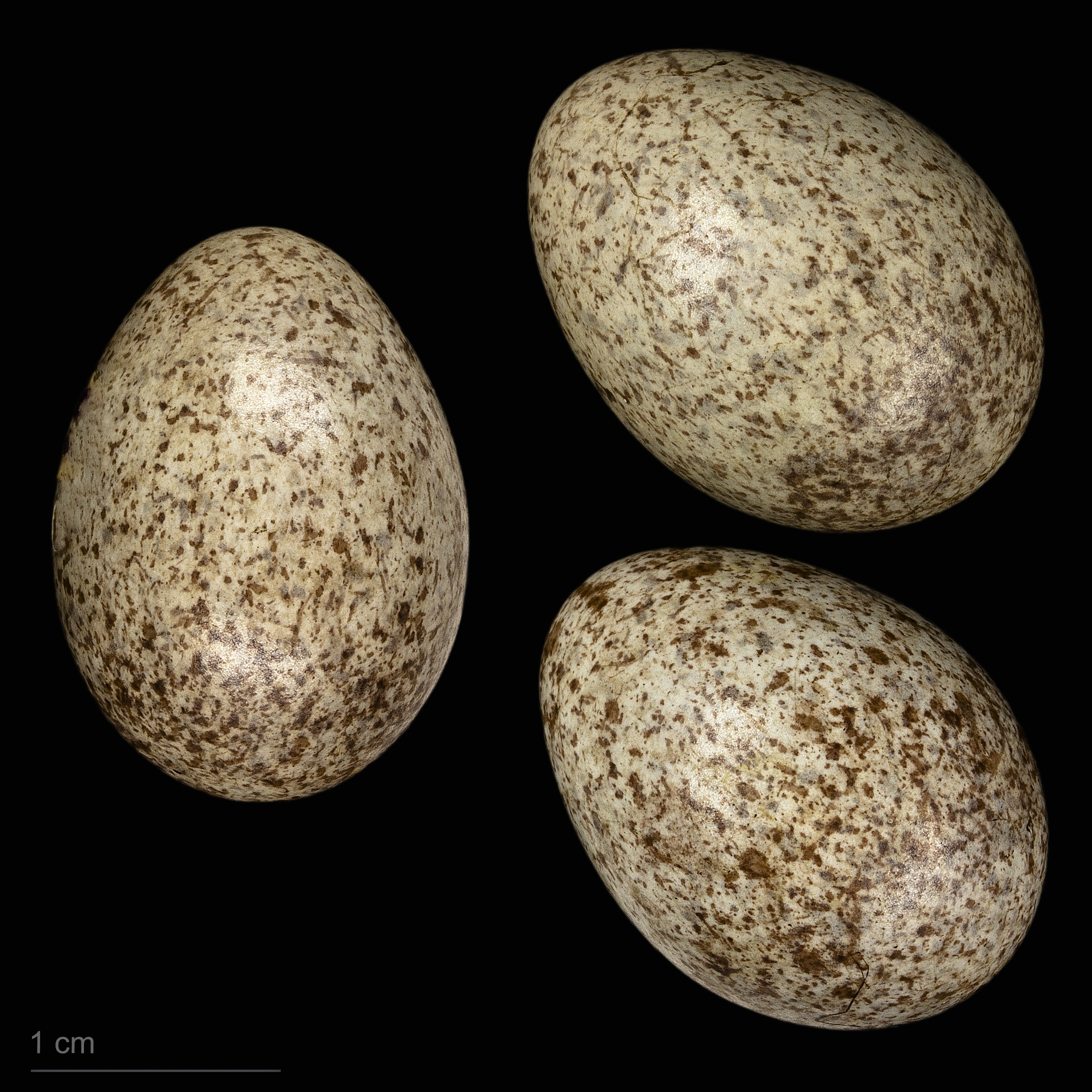
Anthus richardi - MHNT

Petinha-de-richard ou petinha-grande (Anthus richardi) é uma ave da família Motacillidae. É parecida com a petinha-dos-campos, distinguindo-se desta espécie pelo seu maior tamanho e pela cauda mais longa.
Esta espécie nidifica na Ásia central inverna no Paquistão, na Indochina, na Malásia e possivelmente em África, ocorrendo ocasionalmente na Europa.
Em Portugal esta petinha é uma migradora de passagem e invernante muito rara.